# Савино (Ленінградська область)
Савино (рос. Савино) — присілок Бокситогорського району Ленінградської області Росії. Входить до складу Борського сільського поселення.
Населення — 11 осіб (2012 рік). 